# Colisión aérea en Altensteig de 1955
La Colisión aérea en Altensteig fue el 11 de agosto de 1955 cuando 2 Fairchild C-119 Flying Boxcar de Fuerza Aérea de los Estados Unidos colisionaron y se estrelló a tres millas de Altensteig en Alemania Occidental. El avión era parte de una formación de 9 C-119 que volaban una misión de entrenamiento del campo de vuelo Stuttgart-Echterdingen, Alemania Occidental, con tropas del Séptimo ejército de Estados Unidos. Con todos los 66 a bordo de las aeronaves, tanto que en el momento en que fue el peor accidente aéreo en Alemania.

## Accidente
Justo después de las 14:00 uno de los aviones en el derecho de una formación de tres problemas de motor desarrollados justo después de despegar cuando estaba alrededor de 4.000 pies, perdió altura luego subió bruscamente en el segundo avión chocando en el aire. El primer avión, el número de serie 53-7841, se estrelló y se desintegró con la pérdida de todos los 19 a bordo. El segundo avión 53-3222 continuó por un tiempo antes de que también se estrelló a unos 30 kilómetros de Stuttgart, en una zona boscosa y explosión en llamas, matando a todos a bordo 47.
Los helicópteros fueron enviados a la escena, con el apoyo de los camiones de bomberos y la gente de las aldeas locales para ayudar con la búsqueda de sobrevivientes, ninguno se encontraron y el bombero seguían combatiendo el incendio en la noche.

## Aeronave
Los 2 Fairchild C-119 Flying Boxcar eran de dos motores de aviones de transporte militar de la 60 ª Ala de transporte de tropas con base en el aeródromo de Rhein-Main en Alemania Occidental.